# Liu Zongyuan

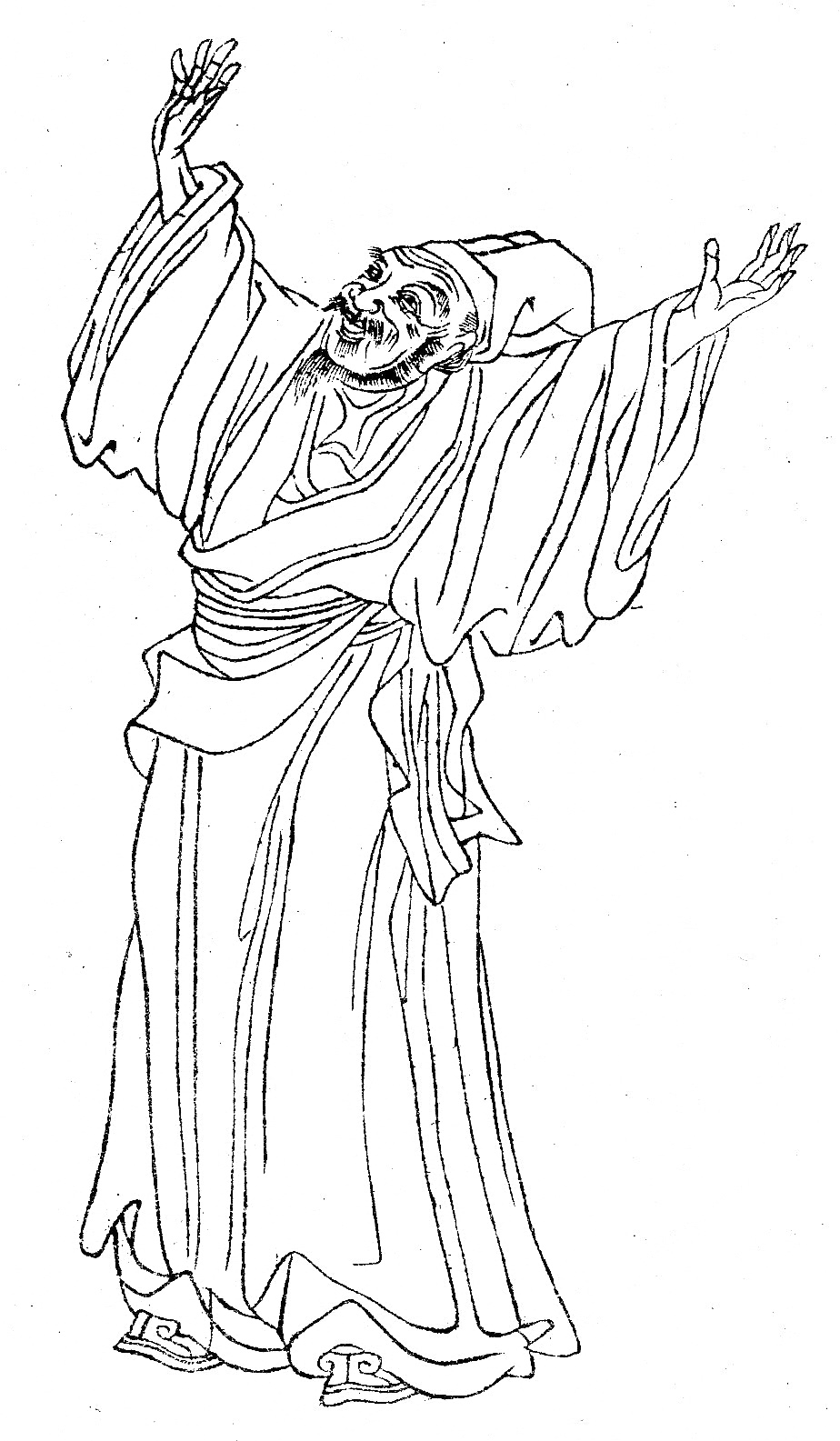
Liu Zongyuan.

柳宗元 Liu Zongyuan (773 - 819) escritor chinês da dinastia Tang. Foi junto a Han Yu, o promotor da volta a uma prosa depurada; seus ensaios e poesias estão carregados de pessimismo. 

### Outros mestros da prosa chinesa
- Han Yu
- Liu Zongyuan
- Ouyang Xiu 欧阳修
- Su Xun 苏洵
- Su Shi 苏轼
- Su Zhe 苏辙
- Wang Anshi 王安石
- Zeng Gong 曾鞏

### Poetas da dinastia Tang
- Bai Juyi
- Li Po
- Wang Wei
- Tu Fu
- Liu Zongyuan
- Xue Tao
- Yu Xuanji
- Meng Jiao
- He Zhizhang